# Заіграєвський район
Заіграєвський район (рос. Заиграевский район, бур. Загарайн аймаг) — адміністративна одиниця Республіки Бурятія Російської Федерації.
Адміністративний центр — селище Заіграєво.

## Адміністративний поділ
До складу району входять 2 міських та 18 сільських поселень:
1. селище Заіграєво
2. селище Онохой
3. Ацагатське сільське поселення, адміністративний центр — село Нарин-Ацагат;
4. Верхнєількинське сільське поселення, адміністративний центр — село Ташелан;
5. Горхонське сільське поселення, адміністративний центр — селище Горхон;
6. Дабатуйське сільське поселення, адміністративний центр — село Ерхірік;
7. Ількинське сільське поселення, адміністративний центр — село Ілька;
8. Ключевське сільське поселення, адміністративний центр — селище Татарський Ключ;
9. Курбинське сільське поселення, адміністративний центр — село Нова Курба;
10. Новобрянське сільське поселення, адміністративний центр — село Нова Брянь;
11. Новоільїнське сільське поселення, адміністративний центр — село Новоільїнськ;
12. Первомаєвське сільське поселення, адміністративний центр — село Первомаєвка;
13. Старобрянське сільське поселення, адміністративний центр — село Стара Брянь;
14. Старо-Онохойське сільське поселення, адміністративний центр — село Старий Онохой;
15. Талецьке сільське поселення, адміністративний центр — село Нижні Тальці;
16. Тамахтайське сільське поселення, адміністративний центр — село Челутай-24 км;
17. Унегетейське сільське поселення, адміністративний центр — село Унегетей;
18. Усть-Брянське сільське поселення, адміністративний центр — село Усть-Брянь;
19. Челутаєвське сільське поселення, адміністративний центр — село Челутай-3 км;
20. Шабурське сільське поселення, адміністративний центр — село Шабур.